# Награда Лаза Костић
Награда Лаза Костић је српска књижевна награда која се додељује у Новом Саду.

## Историјат
Од 1995. до 2006. Награда се додељивала ауторима за дела написана у жанровима у којима је стварао Лаза Костић (поезија, проза, есеј, критика, публицистика и друштвена теорија). Награда је додељивана у три категорије: поезија, проза и специјалне (остале) награде. Од 2007. додељује се само једна награда: за најбољу књигу објављену између два Међународна сајма књига у Новом Саду. Награда се додељује у оквиру сајамске манифестације Дани Лазе Костића. До 2006. свечано уручење организовано је у Свечаној сали Матице српске, а од 2007. на Новосадском сајму.

## Добитници (1995—2006)

### Награда за поезију
- 1995 — Ранко Јововић, за књигу Пагани пред распећем.
- 1995 — Ђорђе Нешић, за књигу Чекајући створитеља.
- 1996 — Павле Поповић, за књигу Никуд од куће.
- 1997 — Матија Бећковић, за књигу Ћераћемо се још.
- 1998 — Зоран Костић, за књигу Огњени трозубац.
- 1999 — Вукман Оташевић, за књигу У тамном кругу.
- 2000 — Миодраг Павловић, за књиге Искон, Извор и Исход.
- 2001 — Милан Ненадић, за књигу Општи одар и нове песме.
- 2002 — Алек Вукадиновић, за књигу Ноћна трилогија.
- 2003 — Гојко Ђого, за књигу Црно руно.
- 2004 — Ђорђо Сладоје, за књигу Огледалце српско.
- 2005 — Драгомир Брајковић, за књигу Троглас.
- 2006 — Горан Бабић, за књигу Гоблен.

### Награда за прозу
- 1995 — Милорад Павић, за књигу Последња љубав у Цариграду.
- 1996 — Ранко Рисојевић, за књигу Уклети песници.
- 1996 — Љубомир Симовић, за књигу Ужице са вранама.
- 1997 — Момо Капор, за књигу Хроника изгубљеног града.
- 1998 — Мирослав Савићевић, за књигу Висораван.
- 1999 — Ранко Павловић, за књигу Жута бјелина.
- 2000 — Ђорђе Писарев, за књигу Завера близнакиња.
- 2001 — Антоније Исаковић, за књигу Нестајање.
- 2002 — Александар Тишма, за књигу Најлепше приповетке.
- 2003 — Милован Данојлић, за књигу Пустоловина или исповест у два гласа.
- 2004 — Љубица Арсић, за књигу Тиграстија од тигра.
- 2005 — Миро Вуксановић, за књигу Семољ земља.
- 2006 — Фрања Петриновић, за књигу Последњи тумач симетрије.

### Специјална награда

#### Од 1995. до 2000.
- 1995 — Слободан Ракитић, за сабрана дела.
- 1995 — Мирослав Егерић, за књигу есеја Срећна рука.
- 1995 — Војислав Максимовић, за књигу есеја Понешто.
- 1996 — Добрица Ћосић
- 1996 — Петар Џаџић
- 1996 — Витомир Вулетић
- 1996 — Новица Петковић
- 1997 — Бошко Петровић, за Сабрана дела.
- 1997 — Будимир Дубак, за Драме.
- 1997 — Драган Недељковић, за књигу мемоара Издалека светлост.
- 1997 — Чедомир Мирковић, за књигу књижевне критике У ђаволовом видокругу.
- 1997 — Владета Јеротић, за књигу есеја Учење Светог Јована Лествичника и наше време.
- 1998 — Стеван Раичковић, за Сабрана дела.
- 1998 — Никола Милошевић, за књигу есеја Царство Божје на земљи.
- 1998 — Радослав Златан Дорић, за књигу Војвођанска драмска трилогија.
- 1999 — Зоран Глушчевић, за књигу есеја Књижевност и ритуали.
- 1999 — Јован Христић, за теоријску књигу О трагедији.
- 2000 — Михаило Ђурић, за филозофску књигу О потреби филозофије данас.

#### Од 2001. до 2006.
- 2001 — Радован Вучковић, за књигу есеја Српска авангардна проза.
- 2002 — Ново Вуковић, за књигу есеја Девета соба.
- 2002 — Радован Поповић, за публицистичку књигу Последња воља – тестаменти српских писаца.
- 2003 — Душан Ковачевић, за књигу Драме.
- 2003 — Сава Дамјанов, за књигу есеја Ново читање традиције.
- 2004 — Славко Гордић, за књигу Профили и ситуација.
- 2004 — Милош Арсенијевић, за књигу Време и времена.
- 2005 — Павле Угринов, за књигу Старо сајмиште.
- 2005 — Мило Ломпар, за књигу Аполонови путокази.
- 2005 — Никола Кајтез, за књигу Цивилизација у служби зла.
- 2006 — Светозар Кољевић, за књигу Вјечна зубља: одјеци усмене књижевности у писаној.
- 2006 — Мирко Зуровац, за књигу Три лица лепоте.
- 2006 — Боривоје Герзић, за књигу Месечина и друге драме.
- 2006 — Харолд Пинтер

## Добитници (од 2007)
- 2007 — Светислав Басара, за роман Успон и пад Паркинсонове болести, Дерета, Београд, 2006.[2]
- 2008 — Никола Маловић, за роман Лутајући Бокељ, Лагуна, Београд, 2007.[3][4]
- 2009 — Милисав Савић, за роман Принц и сербски списатељ, Српска књижевна задруга, Београд, 2008.[5]
- 2010 — Радмила Лазић, за песничку књигу Магнолија нам цвета итд., Матична библиотека „Светозар Марковић“, Зајечар, 2009.[6]
- 2011 — Горан Петровић, за роман Испод таванице која се љуспа, Новости, Београд, 2010.[7][8]
- 2012 — Владимир Гвозден, за студију Српска путописна култура 1914–1940, Службени гласник, Београд, 2011.[9]
- 2013 — Звонко Карановић, за књигу песама у прози Месечари на излету, Лом, Београд, 2012.[10]
- 2014 — Драган Јовановић Данилов, за роман Таласи београдског мора, Вулкан издаваштво, Београд, 2013.[11]
- 2015 — Весна Капор, за роман По сећању се хода као по месечини, Агора, Зрењанин, 2014.[12]
- 2016 — Миодраг Кајтез, за роман Изложба, Агора, Зрењанин, 2015.[13]
- 2017 — Миомир Петровић, за роман Кућа од соли, Лагуна, Београд, 2016.[14]
- 2018 — Слободан Владушић, за књигу есеја Књижевност и коментари, Службени гласник, Београд, 2017.[15]
- 2019 — Селимир Радуловић, за књигу песама Дванаест, Завод за уџбенике, Београд, 2018.[16]
- 2020 — Милош Латиновић, за роман Етапе ноћи, Вулкан издаваштво, 2019.[17]
- 2021 — Горана Раичевић, за монографију Агон и меланхолија. Живот и дело Милоша Црњанског, Академска књига, 2020.[18]
- 2022 — Јовица Аћин, за збирку прича Бања, Агора, 2021.
- 2022 — Зоран Ђерић, за књигу поезије Песме продуженог трајања, Културни центар Војводине „Милош Црњански“, 2021.[19]
- 2023 — Маја Трифуновић, за књигу Гутачи ватре[20]
- 2024 — Ненад Шапоња, за књигу Психологија гравитације.[21]

## Више
У склопу исте манифестације исти жири додељује и награда за најбољу књигу у области књижевности за децу, награда за издавачки подухват године, као и специјалне награда.

### Добитници Награде за издавачки подухват године
- 2007 — издавачка кућа Прометеј из Новог Сада за Велики речник страних речи и израза, Ивана Клајна и Милана Шипке
- 2008 — Матица српска за Речник српског језика.
- 2009 — Српска књижевна задруга за своје јубиларно 100. коло.
- 2010 — Службени гласник из Београда за едицију Великани српске књижевности у 20 књига.
- 2011 — Душан Попов и Новосадски клуб за Енциклопедију Новог Сада, дело у 30 томова.
- 2012 — Службени гласник за колекцију Србија и коментари.[9]
- 2013 — Десетотомна Целокупна дела Десанке Максимовић, у издању песникињине Задужбине, Службеног гласника и Завода за уџбенике из Београда.[10]
- 2014 — Јавно предузеће Службени гласник из Београда за четворотомно дело Слободана Жуњића Пророк и суштаство.[11]
- 2015 — Издавачка кућа Прометеј, Службени гласник, Завод за уџбенике Београд, Српски национални савет из Црне Горе[22]
- 2021 — Матица српска, за књигу Српска култура у 18. и 19. веку Петра Пјановића.[23]
- 2023 — Српско народно позориште за дело Енциклопедија Српског народног позоришта[20]

Постоји награда истог имена коју додељује Удружење новинара Србије од 2001. у више категорија према облицима новинарског изражавања.